# Otón de Lotaringia
Otón (fallecido en 944), fue el conde de Verdún por herencia y desde 942 duque de Lotaringia por el nombramiento de Otón I, Emperador del Sacro Imperio Romano Germánico. Era hijo del conde Ricwin (fallecido en 923) y de su primera esposa, que fue probablemente una Luitpoldinga. Así pues, se relaciona con Otón, que a la vez explica su nombre y su nombramiento a tan alto cargo.
En algún momento entre 940 y 942, fue nombrado duque y recibió la tutela de Enrique, el hijo de Gilberto, el primer duque de Lotaringia. Murió al poco tiempo y su pupilo Enrique, poco después. A veces le numeran como Otón I porque hubo otro Otón, que posteriormente gobernó la Baja Lotaringia.